# George Wallington
George Wallington, cuyo verdadero nombre era Giacinto Figlia (Palermo, Sicilia, 27 de octubre de 1924 -  Cape Coral, Miami, 15 de febrero de 1993) fue un pianista y compositor italo-estadounidense de jazz.

## Historial
Emigrado a Estados Unidos apenas recién nacido, aprende piano desde los nueve años de edad y, ya en la adolescencia, comienza a tocar en clubs de Nueva York. Conoce a Max Roach, con quien se incorpora al quinteto de Dizzy Gillespie, en 1944. Después tocará con Georgie Auld, Allen Eager, Red Rodney, Charlie Parker, Kai Winding y Gerry Mulligan, comenzando en 1949 a dirigir sus propios grupos, aunque sin dejar de colaborar con músicos como Lionel Hampton (1953) y realizar grabaciones con Serge Chaloff, Stan Getz, Zoot Sims, Phil Woods, Tony Scott y otros muchos. Después, a finales de la década de 1950, abandona la escena musical para dirigir su propia empresa de aire acondicionado.
En 1984 hace una reaparición, grabando un álbum de piano solo y trabajando con Marian McPartland, además de aparecer en algunos grandes festivales.

## Estilo
Wallington está considerado como uno de los arquetipos del pianista bop, y desarrolló su estilo de forma paralela pero cercana al de Bud Powell. Se caracterizaba por la originalidad de los acordes de paso que utilizaba para su mano izquierda, así como por la calidad de su sonido. Fue también importante su obra como compositor, especialmente tras su regreso en los años 1980.

## Discografía

### Como líder
- The George Wallington Trio (Savoy, 1949–51) con Kai Winding, Gerry Mulligan, Max Roach.
- The George Wallingon Trios (OJC, 192-53) con Charles Mingus, Oscar Pettiford, Max Roach, Curly Russell.
- Trios (RCA Vogue, 1954) con Pierre Michelot.
- Live At The Café Bohemia (OJC, 1955) con Donald Byrd, Jackie McLean.
- Jazz For The Carriage Trade (OJC, 1956) con Phil Woods.
- The New York Scene (OJC, 1957)
- Jazz At Hotchkiss (Savoy, 1957) con Donald Byrd, Phil Woods.
- The Prestidigitator (East-West Records, 1958) con J. R. Monterose
- The Pleasure Of A Jazz Inspiration (VSOP, 1985) piano sólo.
- The Workshop of the George Wallington Trio (Clef MG N-24) con Art Taylor y Curly Russell.

### Como acompañante
- Serge Chaloff: We the People Bop (Cool & Blue, 1946–49).
- Al Cohn: Cohn's Tones (Savoy, 1950, 1954).
- Stan Getz: Early Getz (OJC, 1949–53).
- Gerry Mulligan: Mulligan Plays Mulligan (OJC, 1951).
- Annie Ross: Annie Ross Sings (OJC, 1952).
- Lionel Hampton: Oh! Rock (Natasha, 1953).
- Bobby Jaspar: Bobby Jaspar with George Walligton, Idrees Sulieman (OJC, 1957).